# RuPaul's Drag Race Global All Stars
RuPaul's Drag Race Global All Stars è un programma televisivo statunitense, in onda sulla piattaforma streaming Paramount+ nel 2024.
Si tratta di uno spin-off del programma RuPaul's Drag Race All Stars, nonché la terza versione All Stars ad essere prodotta dopo la versione statunitense e spagnola. In questa versione, alcune delle concorrenti che hanno preso parte in una delle passate edizioni del franchise Drag Race prendono parte ad una nuova competizione per poter entrare nella Drag Race Hall of Fame.
Come nelle edizione classiche, le concorrenti devono mostrare le loro doti d'intrattenitrici cimentandosi in varie sfide. Ogni settimana le loro performance vengono valutate da vari giudici: tra essi quelli fissi sono la drag queen nonché presentatrice RuPaul, Michelle Visage, Jamal Sims, mentre i giudici ospiti variano ogni settimana. Al termine dell'episodio una concorrente viene eliminata; le ultime rimaste si sfideranno a loro volta e la vincitrice verrà incoronata e avrà diritto di essere inserita nella Drag Race Hall of Fame.

## Format
Ogni puntata si divide, generalmente, in tre fasi:
- La mini sfida: in ogni mini sfida alle concorrenti viene chiesto di svolgere una sfida con caratteristiche e tempi differenti. Alcune mini sfide si ripetono in ogni edizione. Come, ad esempio, "leggersi" a vicenda (ovvero dire qualcosa di cattivo ad un'altra persona ma facendolo in modo scherzoso). La vincitrice delle mini sfide di solito riceve un premio, un vantaggio per la sfida principale o può decidere la composizione delle squadre.
- La sfida principale: in ogni sfida principale alle concorrenti viene chiesto di cimentarsi in una sfida. Alla sfida principale segue una sfilata a tema differente per ciascun episodio.
- L'eliminazione: tutte le concorrenti vengono chiamate davanti ai giudici, dove vengono decretate e le due concorrenti migliori della puntata che si esibiranno nei playback chiamati "Lipsync For the World". Alla vincitrice del playback spetta la possibilità di decidere quale concorrente eliminare fra le peggiori della puntata.

### Giudici ospiti
Come nella versione classica, anche questa serie prevede dei giudici fissi e dei giudici ospiti che variano di settimana in settimana. I giudici danno la loro opinione sui vari concorrenti, esprimendo le loro opinioni circa ciò che accade sul palcoscenico principale.

#### Giudici fissi
| Giudice         | Edizioni |
| Giudice         | 1        |
| --------------- | -------- |
| RuPaul          | Fisso    |
| Michelle Visage | Fisso    |
| Jamal Sims      | Fisso    |

- RuPaul (edizione 1-in corso), oltre ad essere mentore per i concorrenti, RuPaul è anche uno dei giudici. Alla fine di ogni puntata è lei a decidere quale dei due correnti peggiori rimane e chi invece deve lasciare la competizione.
- Michelle Visage (edizione 1-in corso), conduttrice radiofonica e cantante statunitense, prende il posto di RuPaul in alcune puntate per spiegare alla concorrenti la sfida della puntata.
- Jamal Sims (edizione 1-in corso), coreografo e direttore artistico statunitense, è precedentemente apparso come giudice ospite in RuPaul's Drag Race e All Stars durante le sfide coreografiche come i musical o le sfide di ballo. È inoltre il coreografo degli show RuPaul's Secret Celebrity Drag Race e RuPaul's Drag Race Live di Las Vegas.

### Untucked
Durante ogni puntata di RuPaul's Drag Race Global All Stars, viene seguito un intermezzo di Untucked nel quale vengono mostrate scene inedite della competizione e il backstage del programma.

### Premi
Anche in questa versione del programma, la vincitrice riceve dei premi. I premi vinti in ogni edizione sono stati:
1ª edizione:
- 200000 $
- Una fornitura di un anno di cosmetici della Anastasia Beverly Hills Cosmetics
- Una corona di Fierce Drag Jewels

## Edizioni
| Edizione | Concorrenti | Episodi | Prima TV USA   | Prima TV Italia   | Vincitrice     | Miss Simpatia |
| -------- | ----------- | ------- | -------------- | ----------------- | -------------- | ------------- |
| 1ª       | 12          | 12      | 16 agosto 2024 | 20 settembre 2024 | Alyssa Edwards | Soa de Muse   |

### Prima edizione
La prima edizione di RuPaul's Drag Race Global All Stars andrà in onda negli Stati Uniti a partire dal 16 agosto 2024, sulla piattaforma streaming Paramount+. Il cast venne annunciato il 15 luglio 2024. Dodici drag queen, provenienti da diverse versioni internazionali del programma, si sfidano per entrare nella Drag Race Hall of Fame.
Le concorrenti che hanno preso parte alla competizione sono state: Alyssa Edwards per gli Stati Uniti, Athena Likis per il Belgio, Eva Le Queen per la Filippine, Gala Varo per il Messico, Kitty Scott-Claus per il Regno Unito, Kween Kong per l'Australia-Nuova Zelanda, Miranda Lebrão per il Brasile, Nehellenia per l'Italia, Pythia per il Canada, Soa de Muse per la Francia, Tessa Testicle per la Germania e Vanity Vain per la Svezia.
Alyssa Edwards, vincitrice dell'edizione, ha guadagnato come premio 200000 $, una fornitura di cosmetici della Anastasia Beverly Hills Cosmetics e una corona di Fierce Drag Jewels. A vincere il titolo di Miss Simpatia è stata Soa de Muse.

## Concorrenti
Le concorrenti che hanno preso parte al programma nel corso della prima edizione sono state (in ordine di eliminazione):
| Edizioni | Vincitrice     | Finalista(e)                            | 3°                                      | 4°                                      | 5°             | 6°          | 7°     | 8°        | 9°          | 10°          | 11°            | 12°          |
| -------- | -------------- | --------------------------------------- | --------------------------------------- | --------------------------------------- | -------------- | ----------- | ------ | --------- | ----------- | ------------ | -------------- | ------------ |
| 1ª       | Alyssa Edwards | Kitty Scott-Claus Kween Kong Nehellenia | Kitty Scott-Claus Kween Kong Nehellenia | Kitty Scott-Claus Kween Kong Nehellenia | Tessa Testicle | Vanity Vain | Pythia | Gala Varo | Soa de Muse | Eva Le Queen | Miranda Lebrão | Athena Likis |

     La concorrente ha vinto il torneo di playback delle concorrenti eliminate e il titolo di Global Lip Sync Assassin

## Musiche
Quasi tutte le canzoni utilizzate nelle varie edizioni provengono dagli album di RuPaul. Fanno eccezione le canzoni utilizzate per il playback alla fine delle puntate.

### Palcoscenico principale
Le canzoni utilizzate durante la presentazione degli outfit dei concorrenti sono state:
- Star Baby tratto da Black Butta (1ª edizione)

### Altre musiche
Nel corso del programma sono stati rilasciati vari singoli promozionali:
- Everybody Say Love – K-Pop Mix - Alyssa Edwards, Eva Le Queen, Miranda Lebrão e Tessa Testicle (1ª edizione)
- Everybody Say Love – Latinx Mix - Kween Kong, Pythia e Soa de Muse (1ª edizione)
- Everybody Say Love – Europop Mix - Gala Varo, Kitty Scott-Claus, Nehellenia e Vanity Vain (1ª edizione)